# Peder Kolstad
Peder Ludvik Kolstad (28 de noviembre de 1878 en Borge - 5 de marzo de 1932 en Oslo) fue un profesor y político de Noruega. Fue primer ministro por el Partido Agrario, de 1931 hasta su muerte el 1932. Kolstad también actuó como ministro de las finanzas del país.
Fue uno de los principales políticos del movimiento campesino, y fue elegido miembro del Parlamento de Østfold en el periodo 1922-1933. Era considerado un político moderado, y pertenecía al ala conservadora del partido. A finales de la década de 1920 pasó a defender medidas gubernamentales para combatir a las dificultades en la agricultura.